# Пояс астероидов

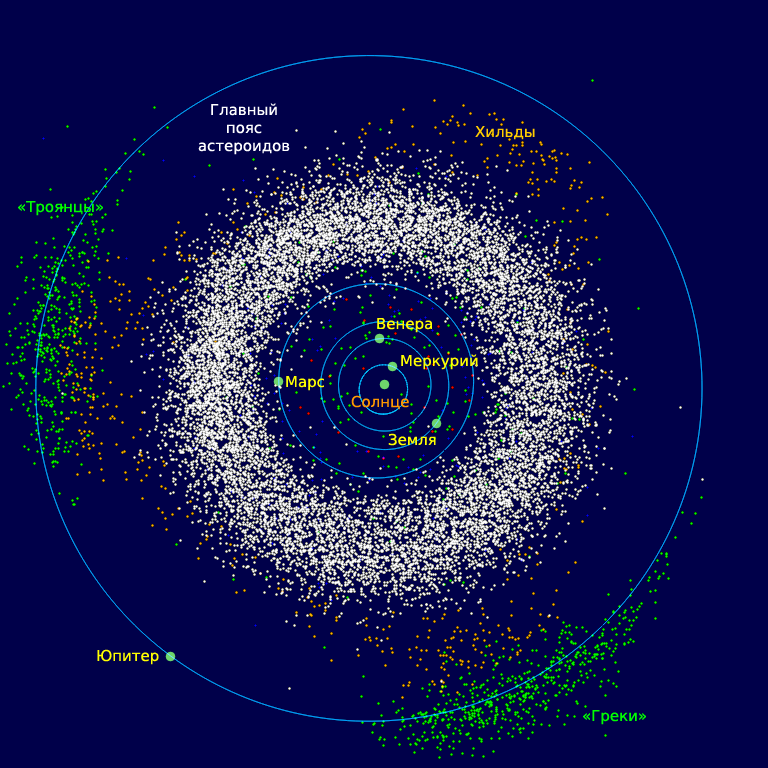
Схема расположения пояса астероидов в Солнечной системе

По́яс астеро́идов — область Солнечной системы, расположенная между орбитами Марса и Юпитера, являющаяся местом скопления множества объектов всевозможных размеров, преимущественно неправильной формы, называемых астероидами или малыми планетами.
Орбиты большинства объектов основного пояса с перигелием 2,1 а.е., афелием 3,3 а.е.
Эту область также часто называют главным поясом астероидов или просто главным поясом, подчёркивая тем самым её отличие от других подобных областей скопления малых планет, таких как пояс Койпера за орбитой Нептуна (30-55 а.е.), а также скопления объектов рассеянного диска (30-900 а.е.) и облака Оорта (55-200000  а.е.).

## Общий обзор
Некоторые астероиды могут иметь более вытянутые орбиты (из-за эксцентриситета), но они не считаются типичными представителями пояса. Например, Церера, крупнейший объект в поясе, движется по орбите с большой полуосью 2,77 а.е., а крайние группы астероидов (например, семейство Хильды) могут достигать расстояний до 4 а.е., но они уже относятся к другим динамическим классам.
Суммарная масса главного пояса равна примерно 4 % массы Луны, больше половины её сосредоточено в четырёх крупнейших объектах: Церера, (4) Веста, (2) Паллада и (10) Гигея. Их средний диаметр составляет более 400 км, а самый крупный из них, Церера, имеет диаметр более 950 км, и его масса вдвое превышает суммарную массу Паллады и Весты. Но большинство астероидов, которых насчитывается несколько миллионов, значительно меньше, вплоть до нескольких десятков метров. При этом астероиды настолько сильно рассеяны в данной области космического пространства, что ни один космический аппарат, пролетавший через эту область, не был повреждён ими.
Согласно общепринятой гипотезе, причина такого состава пояса астероидов в том, что он начал формироваться непосредственно вблизи Юпитера, чьё гравитационное поле постоянно вносило серьёзные возмущения в орбиты планетезималей. Получаемый от Юпитера избыток орбитальной энергии приводил к более жёстким столкновениям этих тел между собой, что препятствовало их слипанию в протопланету и её дальнейшему укрупнению.

В результате большинство планетезималей оказалось раздробленным на многочисленные мелкие фрагменты, большая часть из которых либо была выброшена за пределы Солнечной системы, чем объясняется низкая плотность пояса астероидов, либо перешла на вытянутые орбиты, по которым они, попадая во внутреннюю область Солнечной системы, сталкивались с планетами земной группы.  
Столкновения между астероидами случались и после этого периода, что приводило к появлению многочисленных астероидных семейств — групп тел со сходными орбитами и химическим составом, в которые входит значительное число существующих на сегодня астероидов, а также к образованию мелкой космической пыли, формирующей зодиакальный свет.
Помимо этого, гравитация Юпитера также создаёт области неустойчивых орбит, где из-за резонансов с Юпитером практически отсутствуют астероиды. Астероид, попадающий туда, за относительно короткое время будет выброшен с этой орбиты за пределы Солнечной системы или пополнит популяцию астероидов, пересекающих орбиты внутренних планет. Сейчас астероидов в таких областях практически не осталось, но орбиты многих небольших астероидов продолжают медленно изменяться под влиянием других факторов.
Главной отличительной чертой, характеризующей отдельные астероиды, является их спектр, по которому можно судить о химическом составе данного тела. В главном поясе, в зависимости от химического состава, выделено 3 основных спектральных класса астероидов: углеродные (класс C), силикатные (класс S) и металлические (класс M). Все классы астероидов, особенно металлические, представляют интерес с точки зрения космической индустрии в целом и промышленного освоения астероидов в частности.

## История изучения астероидов

### Правило Тициуса — Боде

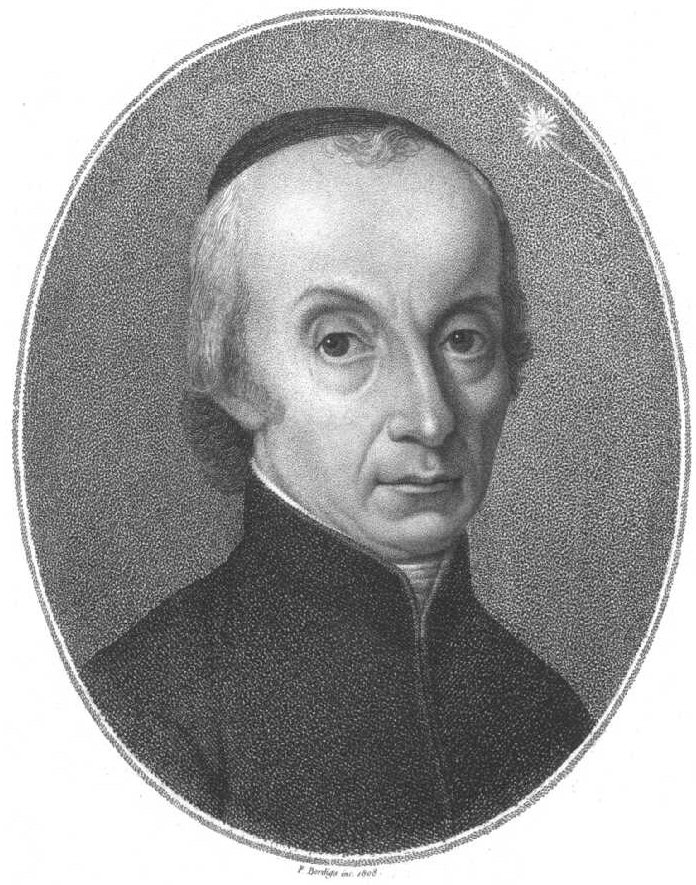
Итальянский астроном Джузеппе Пьяцци, открывший Цереру, которая первоначально считалась планетой, потом в течение двух сотен лет просто крупным астероидом и наконец окончательно была определена в статусе как карликовая планета

Своеобразной предысторией начала изучения пояса астероидов можно считать открытие зависимости, приблизительно описывающей расстояния планет от Солнца, получившей название правила Тициуса — Боде. Суть правила заключается в том, что расположение орбит планет Солнечной системы может быть приблизительно описано эмпирической формулой вида
{\displaystyle a_{i}=0{,}4+0{,}3\cdot 2^{i-2},}
где {\displaystyle i} — порядковый номер планеты (при этом для Меркурия следует полагать {\displaystyle i=-\infty }, а {\displaystyle i=5} никакой известной планете не соответствует).
Впервые оно было сформулировано и опубликовано немецким физиком и математиком Иоганном Тициусом ещё в 1766 году, но несмотря на то, что ему, с указанными оговорками, удовлетворяли все шесть известных на то время планет (от Меркурия до Сатурна), правило долго не привлекало внимания. Так продолжалось до тех пор, пока в 1781 году не был открыт Уран, большая полуось орбиты которого точно соответствовала предсказанной данной формулой. После этого Иоганн Элерт Боде высказал предположение о возможности существования пятой от Солнца планеты между орбитами Марса и Юпитера, которая, согласно данному правилу, должна была находиться на расстоянии 2,8 а.е. и при этом до сих пор не была обнаружена. Открытие Цереры в январе 1801 года, причём именно на указанном расстоянии от Солнца, привело к усилению доверия к правилу Тициуса — Боде среди астрономов, которое сохранялось вплоть до открытия Нептуна.

### Открытие Цереры
Первым поиски планеты между Марсом и Юпитером ещё в 1787 году начал барон Франц Ксавер. Но после нескольких лет безуспешных наблюдений он понял, что нуждается в помощи других астрономов, поэтому в сентябре 1800 года он собрал группу из 24 учёных для совместных поисков планеты, образовав нечто вроде неформального клуба под названием «Общество Лилиенталя». Однако наибольшую известность эта группа получила как «Himmelspolizei», или «небесная полиция». Наиболее именитыми её членами были Уильям Гершель, Шарль Мессье и Генрих Ольберс. Они разделили зодиакальную часть неба вблизи эклиптики на 24 части (по числу астрономов), предоставив каждому зодиакальную область шириной 15° для поиска планеты. Задача состояла в описании координат всех звёзд в области зодиакальных созвездий на определённый момент. В последующие ночи проверялись координаты и выделялись объекты, которые смещались на большее расстояние. Предполагаемое смещение искомой планеты должно было составлять около 30 угловых секунд в час, что легко заметить.
Несмотря на усилия «небесной полиции», планета была случайно обнаружена человеком, который не состоял в клубе — итальянским астрономом из университета Палермо в Сицилии Джузеппе Пьяцци, наблюдавшим её в ночь на 1 января 1801 года. Составляя полный каталог звёзд из созвездия Тельца, он обнаружил маленькую точку света, движущуюся на фоне звёзд. Последующие наблюдения подтвердили, что она является не звездой, а новым объектом Солнечной системы. Первоначально Пьяцци принял её за комету, но отсутствие комы натолкнуло его на мысль, что этот объект может являться планетой. Она находилась на расстоянии 2,77 а.е. от Солнца, что почти точно соответствовало предсказаниям правила Тициуса — Боде. Пьяцци назвал планету Церера, в честь римской богини урожая и покровительницы Сицилии.
Вскоре после обнаружения объект был потерян. Но благодаря сложнейшим вычислениям, проделанным всего за несколько часов 24-летним Карлом Гауссом по новому, им же самим открытому методу (метод наименьших квадратов), ему удалось указать место, где искать планету, где она и была вскоре обнаружена.

### Открытие Паллады и других астероидов
Пятнадцать месяцев спустя, 28 марта 1802 года, Генрих Ольберс открыл второй крупный объект в этой же области Солнечной системы, который получил имя Паллада. Её большая полуось была примерно такой же, как у Цереры, но вот эксцентриситет и наклон, напротив, сильно отличались от аналогичных параметров Цереры. Самое главное, что оба открытых тела, в отличие от других планет, даже в самые сильные телескопы того времени выглядели как точки света, то есть разглядеть их диски не удавалось, и если бы не их быстрое движение, то они были бы неотличимы от звёзд. Поэтому 6 мая 1802 года после изучения характера и размера этих двух новых объектов Уильям Гершель предлагает классифицировать их как отдельный класс объектов, названный им «астероиды», от греч. Αστεροειδής, что означает «звёздоподобный». Определение намеренно было выбрано несколько неоднозначным, чтобы оно было «достаточно широким для покрытия всех возможных будущих открытий». Однако, несмотря на усилия Гершеля ввести этот новый термин, в течение нескольких десятилетий астрономы продолжали называть вновь открытые объекты «планетами». Так, Церера называлась планетой вплоть до 1860-х годов, когда она всё-таки была отнесена к классу астероидов, в котором и находилась до 2006 года, пока вместе с Плутоном и некоторыми другими транснептуновыми объектами не была переведена в разряд карликовых планет. Но по мере увеличения количества открытых астероидов система их классификации и обозначения становилась всё более громоздкой, и в начале 1850-х по предложению Александра фон Гумбольдта они были исключены из состава планет и постепенно всё чаще стали называться астероидами.
Австрийский астроном Йозеф Литров предложил ещё одно, гораздо более информативное обозначение — «зенареид». Образованное от греческих имён Юпитера и Марса (Зевс и Арес), название это указывало на расположение пояса астероидов между орбитами этих двух планет. Однако термин этот опоздал: новые тела уже были названы другим словом, к тому же термин «зенареид» был несколько громоздким и вычурным. Поэтому в науку он так и не вошёл, лишь изредка он встречается в старой немецкой астрономической литературе.
К 1807 году было открыто ещё два объекта, получивших названия Юноны и Весты. Но на этом открытия и закончились. Начавшаяся эпоха наполеоновских войн послужила своего рода окончанием первого исторического этапа в истории поиска астероидов. Отыскать новые астероиды никак не удавалось, и большинство астрономов решило, что их больше нет, и прекратило исследования. Однако Карл Людвиг Хенке проявил настойчивость, в 1830 году возобновив поиск новых астероидов, и в 1845 году обнаружил Астрею — первый за 38 лет новый астероид. А ещё менее чем два года спустя была открыта Геба. После этого к поискам подключились и другие астрономы по всему миру, и открытие новых астероидов пошло ускоряющимися темпами — не менее одного в год. По мере совершенствования телескопов темпы открытия астероидов непрестанно возрастали, и уже к середине 1868 года их число перешагнуло за сотню.
Когда стало ясно, что, кроме Цереры, примерно на том же расстоянии от Солнца находится множество других более мелких тел, чтобы как-то объяснить это с позиции правила Тициуса — Боде, была выдвинута гипотеза о планете, которая раньше находилась на этой орбите, гипотетической планете Фаэтон, которая на ранних этапах формирования Солнечной системы разрушилась так, что её осколками стали астероиды, сформировавшие Пояс астероидов. Впоследствии эта гипотеза была опровергнута, поскольку выяснилось, что из-за гравитационного влияния Юпитера на данном расстоянии от Солнца сколь-нибудь крупное тело образоваться просто не может.
| - Джон Рассел Хайнд - Аннибале де Гаспарис - Роберт Лютер - Герман Гольдшмидт - Жан Шакорнак | - Джеймс Фергюсон - Норман Погсон - Эрнст Темпель - Джеймс Уотсон - Кристиан Петерс | - Альфонс Борелли - Иоганн Пализа - Поль и Проспер Анри - Огюст Шарлуа - Жером Коджа |  |

С открытием же Нептуна в 1846 году правило Тициуса — Боде оказалось полностью дискредитированным в глазах учёных, поскольку большая полуось данной планеты была далека от предсказанного правилом.
| Планета         | i        | k        | Радиус орбиты (а. е.) | Радиус орбиты (а. е.) |
| Планета         | i        | k        | по правилу            | фактический           |
| --------------- | -------- | -------- | --------------------- | --------------------- |
| Меркурий        | −1       | 0        | 0,4                   | 0,39                  |
| Венера          | 0        | 1        | 0,7                   | 0,72                  |
| Земля           | 1        | 2        | 1,0                   | 1,00                  |
| Марс            | 2        | 4        | 1,6                   | 1,52                  |
| Пояс астероидов | 3        | 8        | 2,8                   | в сред. 2,2—3,6       |
| Юпитер          | 4        | 16       | 5,2                   | 5,20                  |
| Сатурн          | 5        | 32       | 10,0                  | 9,54                  |
| Уран            | 6        | 64       | 19,6                  | 19,22                 |
| Нептун          | выпадает | выпадает | выпадает              | 30,06                 |
| Плутон          | 7        | 128      | 38,8                  | 39,5                  |
| Эрида           | 8        | 256      | 77,2                  | 67,7                  |

### Происхождение названия «пояс астероидов»
Выражение «пояс астероидов» вошло в обиход в начале 1850-х годов. Первое употребление этого термина связывают с именем Александра фон Гумбольдта и его книгой «Космос: план описания физического мира» («Kosmos — Entwurf einer physischen Weltbeschreibung», 1845).
Новый этап в изучении астероидов начался с применением в 1891 году Максом Вольфом метода астрофотографии для поиска новых астероидов. Он заключался в том, что на фотографиях с длинным периодом экспонирования астероиды оставляли короткие светлые линии, в то время как звёзды оставались точками благодаря тому, что телескоп поворачивается вслед за вращением небесной сферы. Этот метод значительно ускорил обнаружение новых астероидов по сравнению с ранее использовавшимися методами визуального наблюдения: Макс Вольф в одиночку обнаружил 248 астероидов, начиная с астероида (323) Брюсия, тогда как до него за несколько десятилетий было обнаружено немногим более 300.
Первая тысяча астероидов была обнаружена уже к октябрю 1921 года, 10 000 к 1981, к 2000 году количество открытых астероидов превысило 100 000, а по состоянию на 6 сентября 2011 года число нумерованных астероидов составляет уже 285 075.
В 1993 году у астероида (243) Ида автоматической межпланетной станцией «Галилео» был открыт первый подтверждённый спутник астероида.
Известно, что пояс астероидов содержит гораздо большее их количество, чем известно сейчас (всё зависит от того, сколь малые тела можно называть астероидами). Однако, поскольку современные системы поиска новых астероидов позволяют выявлять их совершенно автоматически практически без участия человека, большинство учёных не занимаются их поиском, называя астероиды «космическим мусором», оставшимся после формирования Солнечной системы. Сейчас большее внимание уделяется астероидам, потенциально опасным для Земли. Они называются астероидами, сближающимися с Землёй, и входят в группу околоземных объектов, к которым также относятся некоторые кометы и метеороиды.

## Исследования

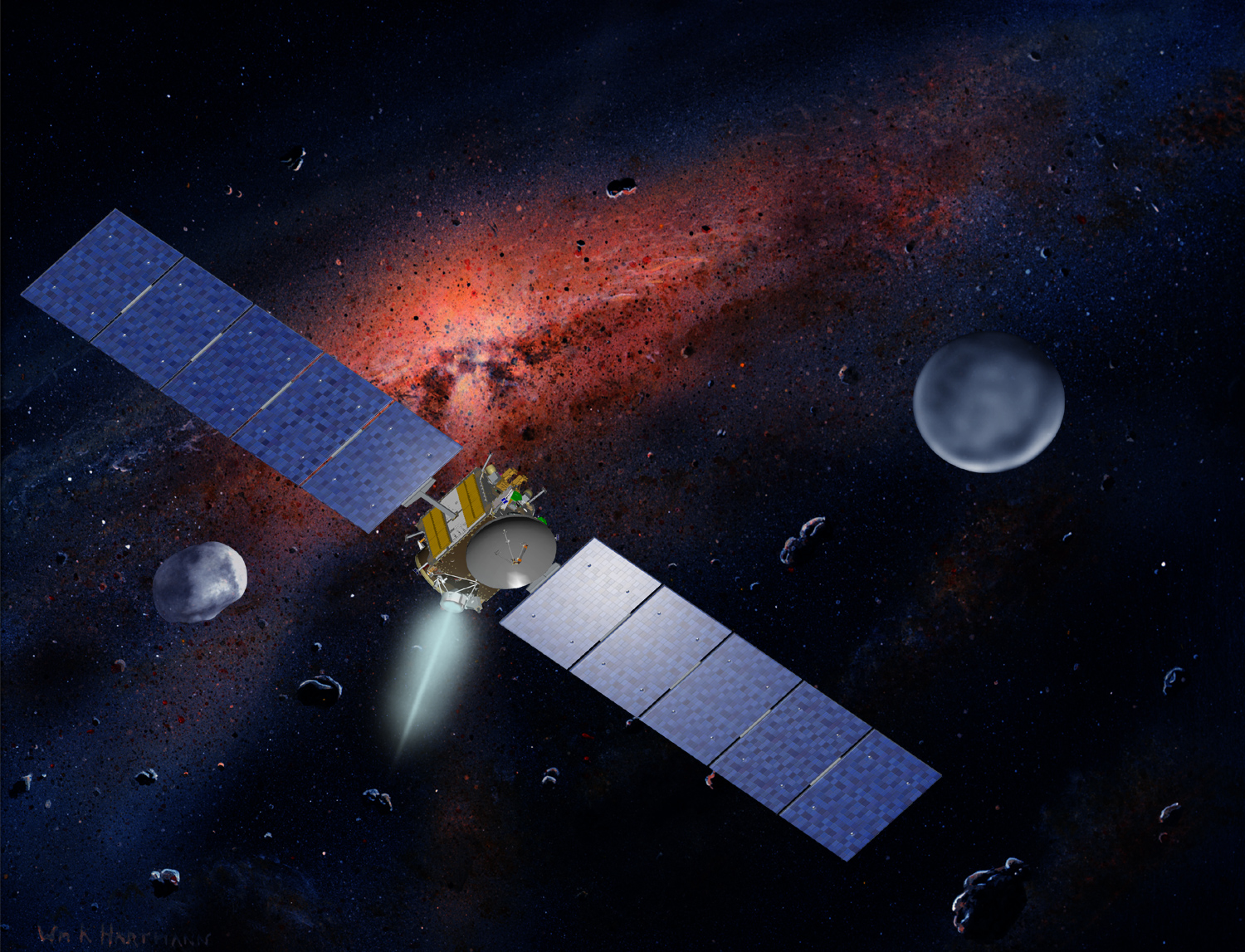
Полёт космического аппарата Dawn к астероидам (4) Веста (слева) и Церера (справа)

Первым космическим аппаратом, пролетевшим через пояс астероидов, стал «Пионер-10», который долетел до области главного пояса 16 июля 1972 года. В то время ещё была обеспокоенность по поводу возможности столкновения аппарата с одним из небольших астероидов, однако с тех пор на пути к внешним планетам через пояс астероидов без всяких инцидентов пролетело уже 9 космических аппаратов.
Аппараты «Пионер-11», «Вояджер-1» и «Вояджер-2», а также зонд «Улисс» пролетали через пояс без запланированных или случайных сближений с астероидами. Аппарат «Галилео» стал первым космическим аппаратом, который сделал снимки астероидов. Первыми сфотографированными объектами стали астероид (951) Гаспра в 1991 году и астероид (243) Ида в 1993 году. После этого в НАСА была принята программа, согласно которой любой аппарат, пролетающий через пояс астероидов, должен, по возможности, пролететь мимо какого-либо астероида. В последующие годы космическими зондами и аппаратами были получены изображения ряда мелких объектов, таких как (253) Матильда в 1997 году с аппарата NEAR Shoemaker, (2685) Мазурский в 2000 году с «Кассини», (5535) Аннафранк в 2002 году со «Стардаст», (132524) APL в 2006 с зонда «Новые горизонты», (2867) Штейнс в 2008 году и (21) Лютеция в 2010 году с «Розетты».
Большинство изображений астероидов главного пояса, переданных космическими аппаратами, получены в результате краткого пролёта зондов вблизи астероидов на пути к основной цели миссии — для подробного изучения астероидов отправляли только два аппарата: NEAR Shoemaker, который исследовал (433) Эрос и Матильду, а также «Хаябуса», главной целью которого было изучение (25143) Итокава. Аппарат в течение длительного времени изучал поверхность астероида и даже, впервые в истории, доставил частицы грунта с его поверхности.
27 сентября 2007 года к крупнейшим астероидам Весте и Церере была отправлена автоматическая межпланетная станция Dawn. Аппарат находился на орбите Весты с 16 июля 2011 года по 12 сентября 2012 года, после чего совершил перелёт к Церере, на орбиту которой вышел 6 марта 2015 года. После завершения основной миссии в 2016 году были предложения перелёта к Палладе. Однако, было принято решение продолжить изучение Цереры, которое закончилось в ноябре 2018 года в виду исчерпания топлива. Аппарат остался на стабильной орбите этой карликовой планеты.

## Происхождение

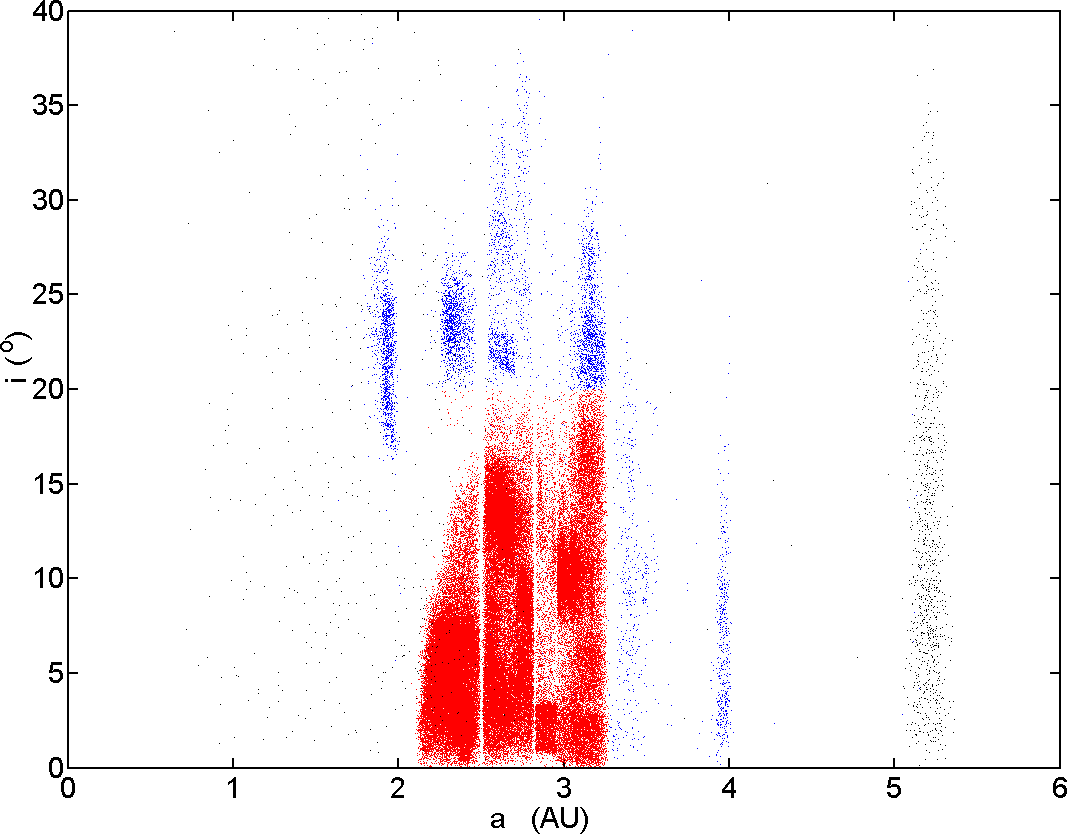
Диаграмма распределения астероидов главного пояса в зависимости от наклона орбиты и размера большой полуоси. Красный — центральные области, голубой — периферия

### Формирование
Исследователи космоса высказывают различные предположения о причине большой концентрации астероидов в сравнительно узком пространстве межпланетной среды между орбитами Марса и Юпитера.
Наибольшую популярность среди господствующих в XIX веке гипотез о происхождении тел пояса астероидов получила гипотеза, предложенная в 1802 году, вскоре после обнаружения Паллады, немецким учёным Генрихом Ольберсом. Он предположил, что Церера и Паллада могут быть фрагментами гипотетической планеты Фаэтон, когда-то существовавшей между орбитами Марса и Юпитера и разрушенной в результате столкновения с кометой много миллионов лет назад.
Однако более поздние исследования опровергают эту гипотезу. Аргументами против являются очень большое количество энергии, необходимое, чтобы разрушить целую планету, крайне малая суммарная масса всех астероидов главного пояса, которая составляет лишь 4 % массы Луны, и практическая невозможность формирования крупного объекта типа планеты в области Солнечной системы, испытывающей сильные гравитационные возмущения от Юпитера. Существенные различия химического состава астероидов также исключают возможность их происхождения из одного тела. Скорее всего, пояс астероидов является не разрушенной планетой, а планетой, которая так и не смогла сформироваться ввиду гравитационного влияния Юпитера и, в меньшей степени, других планет-гигантов.

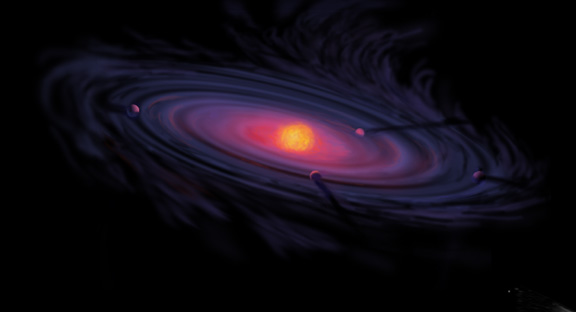
Художественное представление протопланетного диска вокруг звезды

В целом формирование планет и астероидов Солнечной системы близко к описанию этого процесса в небулярной гипотезе, согласно которой 4,5 млрд лет назад облака межзвёздного газа и пыли под действием гравитации образовали вращающийся газопылевой диск, в котором происходили уплотнение и конденсация вещества диска. В течение первых нескольких миллионов лет истории Солнечной системы, вследствие турбулентных и других нестационарных явлений, в результате слипания при взаимных столкновениях мелких частиц замёрзшего газа и пыли возникали сгустки вещества. Этот процесс получил название аккреции. Взаимные неупругие столкновения, наряду с возрастающим по мере увеличения их размеров и массы гравитационным взаимодействием, вызывали увеличение скорости роста сгустков. Затем сгустки вещества притягивали окружающие пыль и газ, а также другие сгустки, объединяясь в планетезимали, из которых впоследствии образовались планеты.
С увеличением расстояния от Солнца уменьшалась средняя температура газопылевого вещества, и, соответственно, менялся его общий химический состав. Кольцевая зона протопланетного диска, из которого впоследствии сформировался главный пояс астероидов, оказалась вблизи границы конденсации летучих соединений, в частности, водяного пара. Именно в этом кроется причина образования в этом месте пояса астероидов вместо полноценной планеты. Близость этой границы привела к опережающему росту зародыша Юпитера, находившегося рядом и ставшего центром аккумуляции водорода, азота, углерода и их соединений, покидавших более разогретую центральную часть Солнечной системы.
Мощные гравитационные возмущения со стороны быстро растущего зародыша Юпитера воспрепятствовали образованию в поясе астероидов достаточно крупного протопланетного тела. Процесс аккумуляции вещества там остановился в тот момент, когда успели сформироваться только несколько десятков планетезималей допланетного размера (около 500—1000 км), которые затем начали дробиться при столкновениях, вследствие быстрого роста их относительных скоростей (от 0,1 до 5 км/с). Причина их роста кроется в орбитальных резонансах, а именно, в так называемых щелях Кирквуда, соответствующих орбитам, периоды обращения на которых соотносятся с периодом обращения Юпитера как целые числа (4:1, 3:1, 5:2).
На таких орбитах сближение с Юпитером происходит наиболее часто и его гравитационное влияние максимально, поэтому астероиды там практически отсутствуют. Между орбитами Марса и Юпитера лежит несколько зон таких резонансов, более или менее сильных. На определённом этапе своего формирования Юпитер начал мигрировать во внутреннюю часть Солнечной системы, в результате эти резонансы прокатились по всему поясу, внося возмущения в орбиты астероидов и увеличивая скорость их движения. При этом протоастероиды испытывали многочисленные столкновения, причём не только между собой, но и с телами, вторгавшимися в пояс астероидов из зон Юпитера, Сатурна и более далёкой периферии Солнечной системы. До этого постепенный рост родительских тел астероидов был возможен благодаря их небольшим относительным скоростям (до 0,5 км/с), когда столкновения объектов заканчивались их объединением, а не дроблением. Увеличение же потока тел, вбрасываемых в пояс астероидов Юпитером и Сатурном, привело к тому, что относительные скорости родительских тел астероидов значительно возросли (до 3—5 км/с) и стали более хаотическими, что сделало процесс дальнейшего укрупнения тел невозможным. Процесс аккумуляции родительских тел астероидов сменился процессом их фрагментации при взаимных столкновениях, и возможность формирования крупной планеты на данном расстоянии от Солнца навсегда исчезла.
Предполагается, что в результате гравитационных возмущений большая часть материала главного пояса была рассеяна в течение первых двух миллионов лет с момента его образования, оставив менее 0,1 % вещества от первоначальной массы, которой, согласно результатам компьютерного моделирования, могло хватить для образования планеты с массой Земли. Вполне возможно, что некоторые из этих астероидов могли сохраниться в поясе Койпера или среди ледяных тел облака Оорта, но значительная часть, вероятно, была просто выброшена за пределы Солнечной системы.

### Эволюция
С момента образования из первичной туманности большинство астероидов претерпело значительные изменения, причиной которых были значительный нагрев в первые несколько миллионов лет после их образования, дифференциация недр в крупных планетезималях и дробление последних на отдельные более мелкие фрагменты, плавление поверхности в результате ударов микрометеоритов и влияние процессов космического выветривания, происходивших под действием солнечной радиации на протяжении всей истории Солнечной системы. Несмотря на это, многие учёные продолжают считать их остатками планетезималей и надеются найти в них первичное вещество, из которого состояло газопылевое облако и которое могло сохраниться в глубине астероидов, другие считают, что с момента образования астероиды претерпели слишком серьёзные изменения.
При этом область газопылевого облака, из которой образовались астероиды, вследствие своего довольно специфического расположения, оказалась весьма неоднородной по составу, в зависимости от расстояния до Солнца: с удалением от Солнца (в области от 2,0 до 3,5 а.е.) относительное содержание в ней простейших силикатных соединений резко убывало, а содержание лёгких летучих соединений, в частности, воды, наоборот, возрастало. При этом многие родительские тела современных астероидов находились в частично или полностью расплавленном состоянии. По крайней мере, те из них, которые содержали высокую долю силикатных соединений и находились ближе к Солнцу, уже были разогреты и испытали гравитационную дифференциацию недр (расслоение вещества на более и менее плотное), а некоторые из них и вовсе могли пережить периоды активного вулканизма и сформировать океаны магмы на поверхности, наподобие морей на Луне. Источником разогрева могли быть либо распад радиоактивных изотопов, либо действия индукционных токов, наведённых в веществе этих тел мощными потоками заряженных частиц из молодого и активного Солнца.
Родительскими телами астероидов (протоастероидами), по каким-то причинам сохранившимися до наших дней, являются такие крупнейшие астероиды, как Церера и (4) Веста. В процессе гравитационной дифференциации протоастероидов, испытавших нагревание, достаточное для плавления их силикатного вещества, в них выделились металлические ядра и более лёгкие силикатные оболочки, а в некоторых случаях (например, у Весты) даже базальтовая кора, как у планет земной группы. Однако, поскольку вещество в зоне астероидов содержало значительное количество летучих соединений, его средняя температура плавления была относительно низкой. Как было показано с помощью математического моделирования и численных расчётов, для такого силикатного вещества она могла быть в диапазоне 500—1000 °C. Столь низкая температура в сочетании с небольшими размерами астероидов обеспечила быстрое остывание протоастероидов, в итоге, согласно расчётам, период расплавления этих тел мог продолжаться в течение не более чем нескольких миллионов лет. Изучение кристаллов циркония, найденных в августе 2007 года в антарктических метеоритах, предположительно происходивших с Весты, подтверждает, что её вещество находилось в расплавленном состоянии совсем недолго по геологическим меркам.
Начавшаяся почти одновременно с этими процессами миграция Юпитера во внутреннюю часть Солнечной системы и, как следствие, прокатившиеся по поясу астероидов орбитальные резонансы привели к тому, что только что сформировавшиеся и прошедшие дифференциацию недр протоастероиды начали сходить с орбит и сталкиваться между собой. При относительных скоростях около нескольких километров в секунду столкновения тел, состоявших из нескольких силикатных оболочек с различной механической прочностью (чем больше в твёрдом веществе содержится металлов, тем более оно прочное), приводили к «сдиранию» и дроблению до мелких фрагментов, в первую очередь, наименее прочных внешних силикатных оболочек, что привело к появлению большого числа новых астероидов, но гораздо меньших размеров.
Однако надолго эти фрагменты, как, впрочем, и более крупные тела, в главном поясе не задерживались, а были рассеянны и, по большей части, выброшены за пределы главного пояса. Основным механизмом подобного рассеивания мог быть орбитальный резонанс с Юпитером. Резонансы 4:1 и 2:1 на расстояниях 2,06 и 3,27 а.е. можно считать, соответственно, внутренней и внешней границами главного пояса, за пределами которых количество астероидов резко падает. Орбиты астероидов, которые попадают в область резонанса, становятся крайне нестабильными, поэтому астероиды в достаточно короткий срок выбрасываются с этих орбит и переходят на более стабильные или вовсе покидают Солнечную систему. Большинство астероидов, которые попадали на эти орбиты, были рассеяны либо Марсом, либо Юпитером. Астероиды семейства Венгрии, располагающиеся внутри резонанса 4:1, и семейства Кибелы на внешней границе пояса защищены от рассеивания высоким наклоном орбиты.
Впрочем, как показывает численное моделирование столкновений силикатных тел астероидных размеров, многие из существующих сейчас астероидов после взаимных столкновений могли реаккумулировать, то есть объединиться из оставшихся фрагментов, и тем самым представлять собой не монолитные тела, а движущиеся «груды булыжников».
Подобные столкновения также могли привести к образованию у ряда астероидов гравитационно связанных с ними небольших спутников. Эта гипотеза, хотя и вызывала жаркие дискуссии среди учёных в прошлом, была подтверждена, в частности, наблюдениями за специфическим изменением блеска астероидов, а потом и напрямую, на примере астероида (243) Ида. С помощью космического аппарата «Галилео» 28 августа 1993 года удалось получить изображения этого астероида вместе с его спутником (который позднее назвали Дактилем). Размер Иды 58 × 23 км, Дактиля — 1,5 км, расстояние между ними 85 км.
Когда миграция Юпитера прекратилась и орбиты астероидов стабилизировались, число столкновений между астероидами резко снизилось, в результате на протяжении большей части истории главного пояса распределение размеров астероидов в нём оставалось относительно стабильным.
Интересно, что, когда пояс астероидов только начал формироваться, на расстоянии 2,7 а.е. от Солнца образовалась так называемая «снеговая линия», где максимальная температура на поверхности астероида не превышала температуру таяния льда. В результате на астероидах, формировавшихся за пределами этой линии, смогла конденсироваться вода в виде льда, что привело к появлению астероидов с большим содержанием льда на поверхности.
Одной из разновидностей таких астероидов стали кометы главного пояса, об открытии которых было объявлено в 2006 году. Они располагаются во внешней части главного пояса за пределами снеговой линии. Вполне возможно, что именно эти астероиды могли быть источниками воды в земных океанах, попав на Землю во время кометной бомбардировки, поскольку изотопный состав вещества комет из облака Оорта не соответствует распределению изотопов в воде земной гидросферы.

## Орбиты и вращение

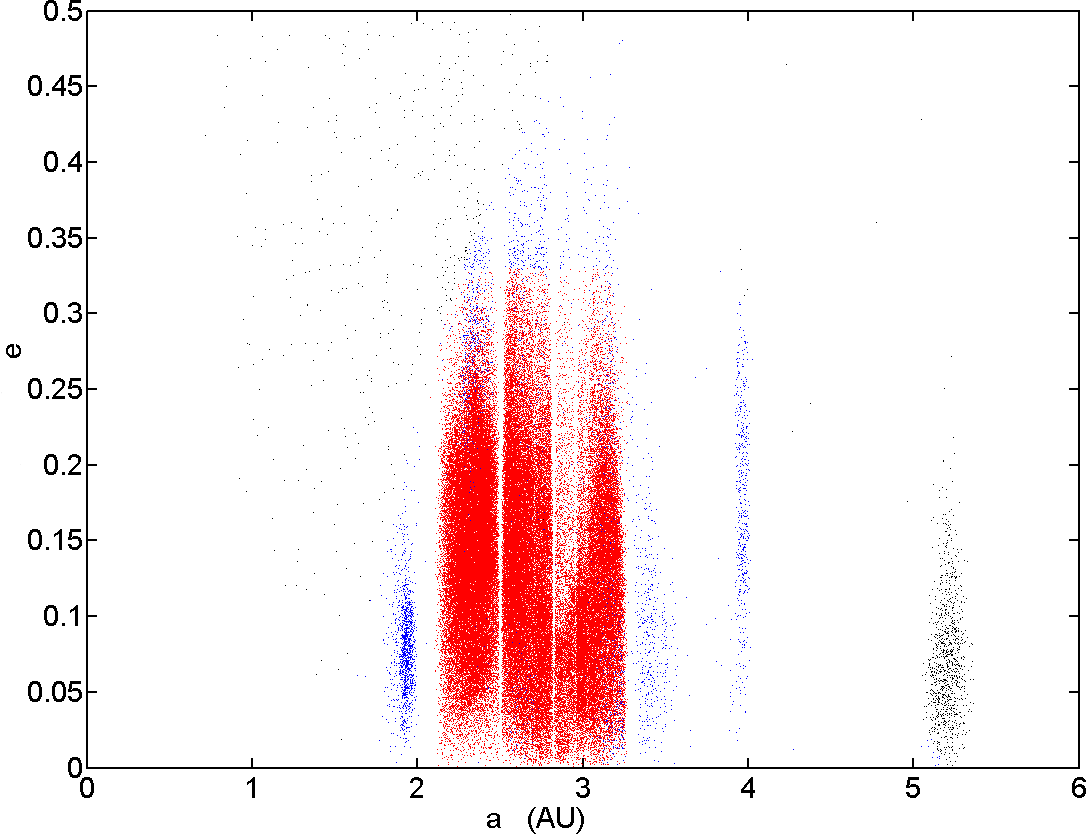
Диаграмма распределения орбит астероидов в зависимости от эксцентриситета и большой полуоси (центр пояса показан красным, периферия — синим)

Астероиды движутся по орбитам вокруг Солнца в том же направлении, что и планеты, в зависимости от величины большой полуоси, их период обращения колеблется от 3,5 до 6 лет. Большинство астероидов, как видно из диаграммы справа, движется по орбитам с эксцентриситетом не более 0,4, но существует немало астероидов, движущихся по сильно вытянутым орбитам с эксцентриситетом до 0,6, например, как у астероида (944) Идальго, и выше. Наклон орбиты типичного астероида не превышает 30°, хотя тут тоже есть свои рекордсмены: астероид (945) Барселона, наклон орбиты которого составляет 32,8°. Для основной массы астероидов среднее значение наклона орбиты составляет не более 4° и эксцентриситета около 0,07.
Область пространства, располагающаяся между двумя орбитальными резонансами 4:1 и 2:1, что соответствует орбитальным расстояниям 2,06 и 3,27 а.е., иногда называется ядром пояса астероидов и содержит до 93,4 % всех нумерованных астероидов. Она включает в себя астероиды с эксцентриситетом не более 0,33 и наклоном менее 20°, большие полуоси которых лежат в указанных выше пределах.
Поверхность большинства астероидов диаметром более 100 м, вероятно, покрыта толстым слоем раздробленной породы и пыли, образовавшихся при падении метеоритов или собранных в процессе движения по орбите. Измерения периодов вращения астероидов вокруг своей оси показали, что существует верхний предел скоростей вращения для относительно крупных астероидов диаметром более 100 м, который составляет 2,2 часа. В астероидах, вращающихся быстрее, силы инерции, возникающие в результате вращения, начинают превышать силу тяжести, из-за чего ничто не может удержаться на поверхности такого астероида. Вся пыль и щебень, возникающие на его поверхности при падении метеоритов, сразу же выбрасываются в окружающее пространство. Однако астероид, представляющий собой твёрдое цельное тело, а не просто груду щебня, из-за действующих внутри него сил сцепления, в принципе, может вращаться и с большей скоростью.

### Влияние эффекта Ярковского

Эффект Ярковского:
1. Тепловое излучение астероида
2. Вращение астероида
2.1 Поверхность, освещаемая днём
3. Орбита астероида
4. Тепловое излучение Солнца

Хотя орбитальные резонансы с Юпитером являются наиболее мощным и эффективным способом изменения орбит астероидов, существуют и другие механизмы смещения астероидов с их первоначальных орбит. Одним из таких механизмов является эффект Ярковского.
Он был предсказан русским учёным XIX века И. О. Ярковским и состоит в возможности изменения орбиты тела в космическом пространстве под действием давления солнечного света. Он высказал предположение, что солнечный свет способен нести небольшой импульс, который передаётся космическому телу при поглощении им света. А неравномерность теплового излучения нагревающейся и охлаждающейся сторон самого космического тела приводит к созданию слабого реактивного импульса, значение которого достаточно для медленного изменения большой полуоси орбит небольших маломассивных астероидов.
При этом прямые солнечные лучи не способны изменить орбиту астероида, поскольку они действуют по той же оси, что и гравитационное притяжение Солнца. Ключевая идея заключается в том, что астероид имеет разное распределение температур на поверхности, а следовательно и разную интенсивность инфракрасного излучения. Чем сильнее нагрето тело (вечерняя сторона тела), тем больше тепла излучает поверхность и тем сильнее создаваемый реактивный импульс, с другой стороны, чем холоднее поверхность (утренняя сторона тела), тем меньше интенсивность инфракрасного излучения и тем слабее создаваемый реактивный импульс. Именно в этом и кроется механизм изменения орбиты: с нагретой стороны на тело действует большой реактивный импульс, а импульс с холодной стороны слишком мал, чтобы его скомпенсировать, за счёт этого, в зависимости от направления вращения астероида, происходит замедление или ускорение его движения по орбите, а изменение скорости вызывает удаление или приближение тела к Солнцу.

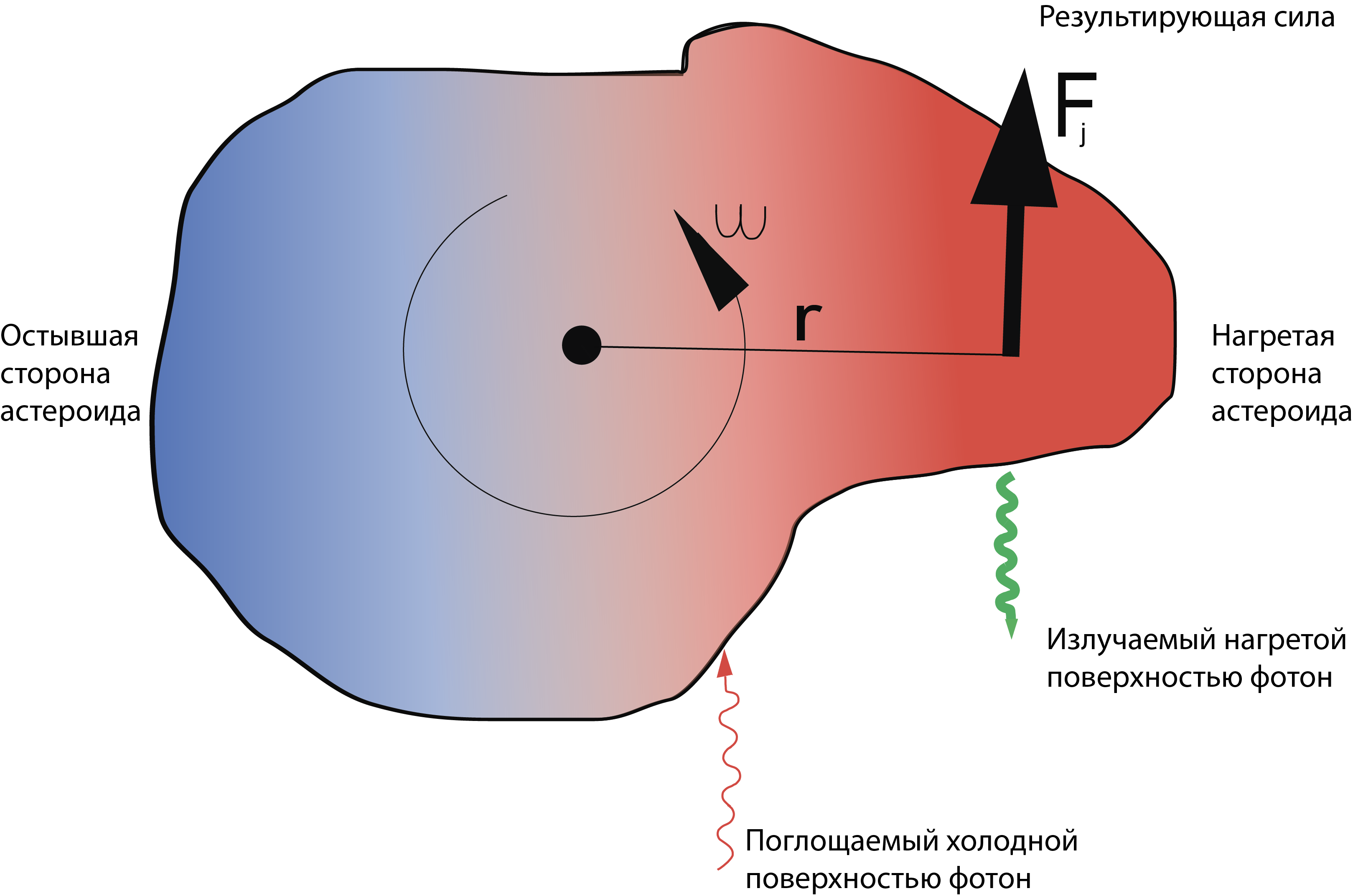
Схема действия YORP-эффекта на астероид асимметричной формы

Однако воздействие данного эффекта не ограничивается одним лишь изменением орбиты. С учётом влияния некоторых новых параметров, таких как альбедо и форма астероида, этот эффект также может вызывать изменение скорости вращения астероида не только по орбите, но и вокруг своей оси, а также влиять на угол её наклона и прецессии. Этот уточнённый вариант эффекта Ярковского получил название YORP-эффект, которое является аббревиатурой первых букв фамилий учёных, внёсших наибольший вклад в изучение данного явления. Главным условием проявления этого эффекта является неправильная форма тела. Из-за этого при инфракрасном излучении с той части астероида, которая наиболее удалена от его центра масс, под действием реактивного импульса возникает крутящий момент, вызывающий изменение угловой скорости вращения астероида.

### Щели Кирквуда

Этот график показывает распределение астероидов в центральной части главного пояса в зависимости от большой полуоси орбиты. Чёрные стрелки указывают на щели Кирквуда, где орбитальный резонанс с Юпитером дестабилизирует орбиты астероидов

Величина большой полуоси астероида используется для описания величины его орбиты вокруг Солнца и, наряду с эксцентриситетом, определяет орбитальный период астероида. В 1866 году американский астроном Дэниел Кирквуд высказал предположение о существовании в поясе астероидов пустых областей, где они почти полностью отсутствуют. Период обращения астероидов в этих областях, получивших название «щелей Кирквуда», находится в простом целочисленном соотношении с орбитальным периодом Юпитера, что приводит к регулярным сближениям астероидов с планетой-гигантом, вызывая явление орбитального резонанса. При этом гравитационное влияние Юпитера вызывает дестабилизацию орбит астероидов, что выражается в увеличении эксцентриситета и, как следствие, потере устойчивости орбиты и, в конечном итоге, приводит к выбрасыванию астероидов из области резонанса. Те же астероиды, которые всё же вращаются в этих областях, либо изначально находились там («троянцы»), либо были выброшены туда в результате взаимных столкновений.
Орбитальные резонансы бывают слабыми (9:2, 10:3, 11:6 и другие), когда сближения с Юпитером хоть и регулярны, но происходят не слишком часто, — в таких областях астероидов хоть и заметно меньше, но они всё же встречаются, — и сильными (4:1, 3:1, 5:2, 2:1), когда сближения с Юпитером происходят очень часто, раз в несколько лет, — там астероиды уже практически отсутствуют. Весь пояс астероидов иногда условно разделяют на три зоны.
- «Зона I» (внутренняя) — располагается на расстоянии от 2,06 до 2,5 а.е. и ограничена орбитальными резонансами 4:1 и 3:1
- «Зона II» (средняя) — располагается на расстоянии от 2,5 до 2,82 а.е. и ограничена орбитальными резонансами 3:1 и 5:2
- «Зона III» (внешняя) — располагается на расстоянии от 2,82 до 3,27 а.е. и ограничена орбитальными резонансами 5:2 и 2:1[59].

Главный пояс часто также разделяют на две части: внутреннюю и внешнюю. К внутренней части пояса относятся астероиды, которые располагаются ближе к орбите Марса до орбитального резонанса 3:1 на расстоянии 2,5 а.е., и к внешней — астероиды, располагающиеся ближе к Юпитеру, уже после данной границы (некоторые авторы, впрочем, проводят её на расстоянии 3,3 а.е., что соответствует орбитальному резонансу 2:1).
В отличие от пробелов в кольцах Сатурна, пробелы в поясе астероидов нельзя визуально увидеть при фотографировании области резонанса, поскольку все астероиды движутся по эллиптическим орбитам и время от времени пересекают резонансные орбиты. Поэтому фактически пространственная плотность астероидов в данных областях в любой момент времени не сильно отличается от соседних регионов.
Поскольку при формировании Солнечной системы орбита Юпитера, как и орбиты других планет, претерпевала значительные изменения, а вместе с планетой перемещались и сами области орбитальных резонансов (щели Кирквуда), это может объяснить, почему некоторые крупные астероиды всё же находятся в области резонансов.

## Семейства и группы астероидов

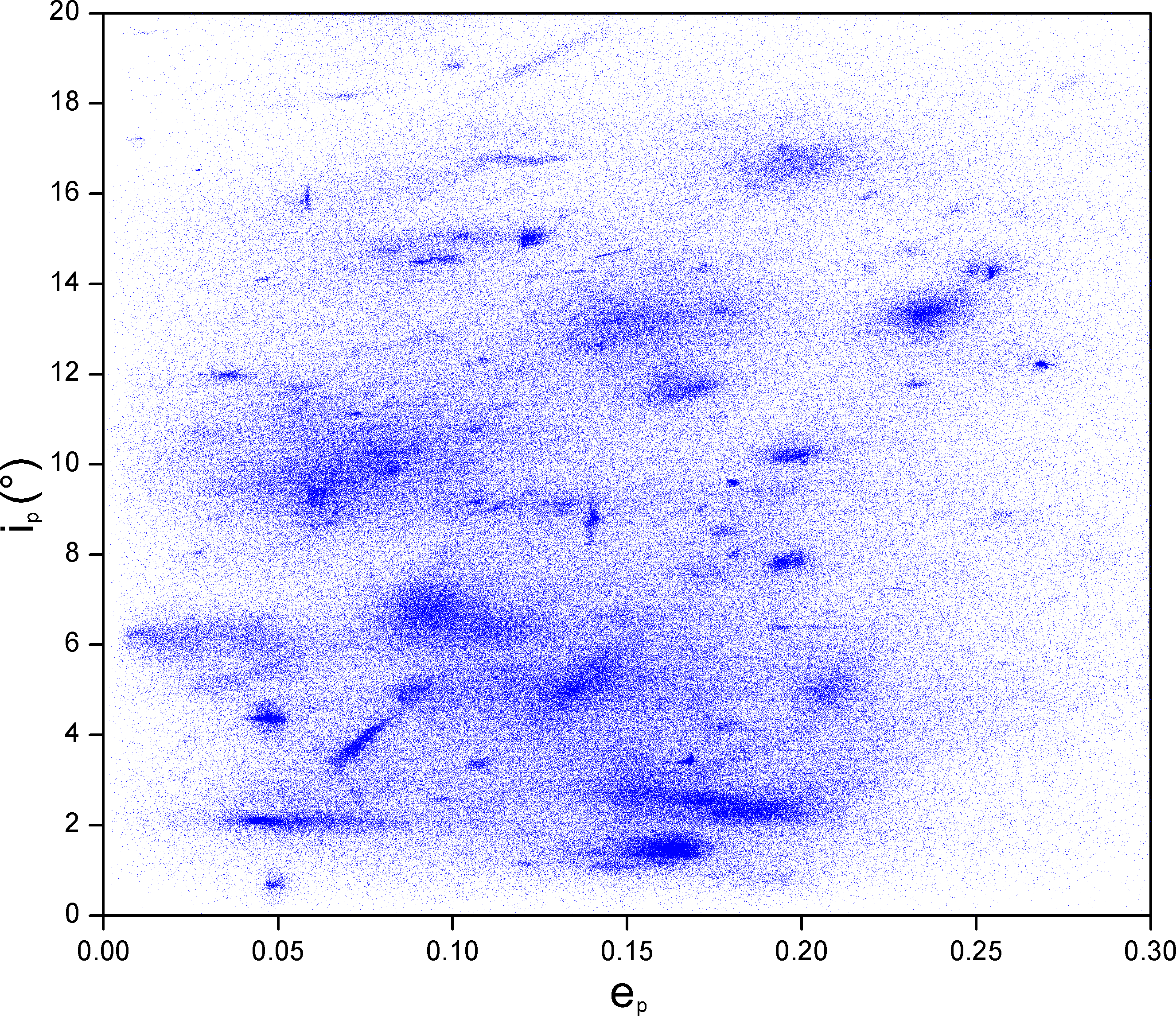
На данной диаграмме зависимости наклона (i_{p}) орбиты от эксцентриситета (e_{p}) среди астероидов главного пояса хорошо видно несколько крупных астероидных скоплений

Семейства астероидов были обнаружены в 1918 году японским астрономом Киёцугу Хираямой, который провёл сравнительный анализ орбит довольно большого числа астероидов и первым заметил, что эти параметры сходны у некоторых из них.
На сегодняшний день известно, что почти каждый третий астероид входит в состав какого-либо семейства. Признаком принадлежности астероидов к одному семейству являются примерно одинаковые орбитальные параметры, такие как большая полуось, эксцентриситет и наклон орбиты, а также аналогичные спектральные особенности, последние указывают на общность происхождения астероидов семейства, образовавшихся в результате распада более крупного тела. Построение диаграммы зависимости наклонов орбит астероидов от их эксцентриситета позволяет наглядно выделить группы астероидов, указывающих на существование семейства.
Обнаружено уже несколько десятков астероидных семейств, большинство из них небольшие как по размеру астероидов, так и по их количеству, но есть и очень крупные семейства. В последнее время было обнаружено ещё несколько десятков скоплений астероидов, но их статус пока точно не определён. Он может быть окончательно подтверждён только в случае общности спектральных характеристик астероидов. Меньшие ассоциации астероидов называются группами или кластерами.
Вот несколько наиболее крупных семейств астероидов, приведённых в порядке возрастания их больших полуосей: семейство Флоры, семейство Эвномии, семейство Корониды, семейство Эос и семейство Фемиды. Семейство Флоры является одним из самых многочисленных, в него входит больше 800 астероидов, возможно, оно сформировалось в результате столкновения двух крупных астероидов около миллиарда лет назад. Основную массу семейств представляют небольшие астероиды, но есть среди них и очень крупные. Крупнейшим астероидом, являющимся частью семейства, является астероид (4) Веста, который возглавляет одноимённое семейство. Считается, что оно образовалось при падении на Весту в районе её южного полюса крупного метеорита, который выбил из неё большое количество фрагментов, ставших семейством. Часть из них упала на Землю в виде HED-метеоритов.
Помимо этого, в главном поясе были обнаружены три полосы пыли, которые, судя по орбитальным параметрам, могут быть приурочены к трём семействам астероидов: Эос, Корониды и Фемиды.

### Семейства на границах главного пояса
Ещё одним интересным семейством астероидов является семейство Венгрии, которое расположено вблизи внутренней границы главного пояса (между 1,78 и 2,0 а.е., со средними значениями больших полуосей 1,9 а.е.). Это небольшое семейство из 52 астероидов названо в честь самого крупного представителя — астероида (434) Венгрия. Астероиды семейства Венгрии отделены от основной массы астероидов главного пояса щелью Кирквуда, соответствующей одному из четырёх сильных орбитальных резонансов 4:1, и обладают значительным наклоном орбит. Причём из-за относительно высокого эксцентриситета некоторые из его членов в процессе движения вокруг Солнца пересекают орбиту Марса и, как следствие, испытывают сильное гравитационное воздействие с его стороны, что, вероятно, является фактором, снижающим численность данного семейства.
Другой группой астероидов во внутренней части главного пояса, обладающей высоким наклоном орбиты среди своих членов, является семейство Фокеи. Подавляющее большинство его представителей относятся к светлому спектральному классу S, в то время как большинство астероидов семейства Венгрии относится к классу E. Орбиты астероидов семейства Фокеи расположены в промежутке между 2,25 и 2,5 а.е. от Солнца.
К внешней границе главного пояса также относится несколько семейств астероидов. Среди них выделяют семейство Кибелы, которое находится в промежутке между 3,3 и 3,5 а.е. от Солнца и в слабом орбитальном резонансе с Юпитером 7:4, а также семейство Хильды на орбитах между 3,5 и 4,2 а.е., находящееся в орбитальном резонансе с Юпитером 3:2. За пределами расстояния в 4,2 а.е. и вплоть до орбиты Юпитера также встречаются астероиды, но значительно реже, чем в самом поясе. Зато на самой орбите Юпитера находятся две очень крупные группы астероидов, получивших название троянских, которые приурочены к двум точкам Лагранжа L4 и L5. Впрочем, троянские астероиды существуют не только у Юпитера, но и у большинства других внешних планет.

### Молодые семейства
Некоторые из существующих на сегодня семейств образовались в астрономическом масштабе совсем недавно. Ярким примером является семейство Карины, которое сформировалось сравнительно недавно, 5,7 млн лет назад, в результате катастрофического столкновения двух тел диаметром 30 и 5 км. Другая молодая группа астероидов, семейство Веритас, образовалась 8,3 млн лет назад, тоже в результате столкновения; она включает в себя 62 астероида, а также пылевой шлейф на орбите.
Ещё более молодым является кластер Датуры, который образовался в результате столкновения двух небольших астероидов примерно 450 тыс. лет назад, согласно данным орбит членов кластера. Ещё одним молодым кластером, несколько старше предыдущего, является кластер астероида (4652) Ианнини, который, вероятно, образовался от 1 до 5 млн лет назад.

## Столкновения
Относительно высокая концентрация тел в главном поясе создаёт среду, в которой очень часто по астрономическим меркам происходят столкновения между астероидами. Так, столкновения между крупными астероидами радиусами около 10 км происходят раз в 10 млн лет. При столкновении крупных астероидов происходит их дробление на отдельные фрагменты, что может привести к образованию новой астероидной семьи или кластера. Впрочем, если астероиды сближаются на сравнительно небольших скоростях, это может привести не к дроблению астероидов, а, наоборот, к их объединению в одно более крупное тело. Именно этот процесс привёл к образованию планет 4 млрд лет назад. С тех пор влияние этих двух процессов полностью изменило пояс астероидов, и теперь он кардинально отличается от существовавшего в прошлом.
Возможные последствия столкновения в поясе астероидов были обнаружены с помощью телескопа «Хаббл», данные которого показали наличие кометной активности у астероида (596) Шейла в период с 11 ноября по 3 декабря 2010 года. Учёные предполагают, что данный астероид столкнулся с неизвестным объектом диаметром порядка 35 м, на скорости около 5 км/с.

### Пыль

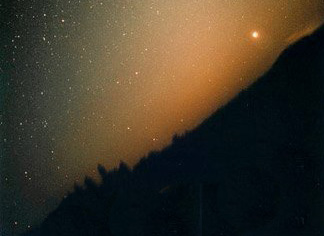
Мелкая пыль в поясе астероидов, возникшая в результате столкновений астероидов, создаёт явление, известное как зодиакальный свет

Наряду с астероидами, в поясе существуют также шлейфы пыли, состоящие из микрочастиц радиусом в несколько сотен микрометров, которые образовались в результате столкновений между астероидами и их бомбардировки микрометеоритами. Однако, в связи с влиянием эффекта Пойнтинга — Робертсона, эта пыль под действием солнечной радиации постепенно по спирали движется к Солнцу.
Сочетание астероидной пыли и пыли, выбрасываемой кометами, даёт явление зодиакального света. Это слабое свечение простирается в плоскости эклиптики в виде треугольника, и его можно увидеть в экваториальных районах вскоре после захода или незадолго перед восходом Солнца. Размеры частиц, которые его вызывают, в среднем колеблются в районе 40 мкм, а время их существования не превышает 700 тыс. лет. Таким образом, наличие этих частиц свидетельствует о том, что процесс их образования происходит непрерывно.

### Метеориты
Обломки, возникающие при столкновении астероидов, могут разлетаться по всей Солнечной системе, и некоторые из них иногда встречаются с нашей планетой и падают на её поверхность в виде метеоритов. Практически все найденные на поверхности Земли метеориты (99,8 %), которых на сегодняшний день насчитывается около 30 000, в своё время появились в поясе астероидов. В сентябре 2007 года были опубликованы результаты чешско-американского исследования, согласно которым, в результате столкновения с астероидом (298) Баптистина другого крупного тела во внутреннюю часть Солнечной системы было выброшено большое количество крупных фрагментов, часть из которых могла оказать серьёзное влияние на систему Земля — Луна. В частности, считается, что именно они могут быть ответственны за образование кратера Тихо на поверхности Луны и кратера Чиксулуб в Мексике, образовавшегося при падении метеорита, по некоторым версиям, погубившего динозавров 65 млн лет назад. Впрочем, по данному вопросу в научной среде нет единства — кроме Баптистины, есть и другие астероиды, обломки которых могут быть виновниками этой катастрофы.

## Физические характеристики

Сравнительные размеры Луны и 10 первых астероидов, расположенных в порядке открытия. 1 — Церера, 2 — Паллада, 3 — Юнона, 4 — Веста, 5 — Астрея, 6 — Геба, 7 — Ирида, 8 — Флора, 9 — Метида, 10 — Гигея

Вопреки распространённому мнению, расстояние между объектами в поясе астероидов велико. Несмотря на то, что число открытых на 2011 год астероидов превысило 300 000, а всего в поясе насчитывается несколько миллионов и более (в зависимости от того, где провести нижнюю границу размера) объектов, объём пространства, занимаемый поясом астероидов, огромен, и, как следствие, плотность объектов в поясе весьма мала. Поэтому вероятность не то что столкновения, а просто случайного незапланированного сближения, например, космического аппарата с каким-нибудь астероидом, сейчас оценивается менее чем один к миллиарду.

### Размеры и масса
Астероидами считаются тела с диаметром более 30 м, тела меньшего размера называют метеороидами. Крупных тел в поясе астероидов очень мало, так, астероидов с диаметром более 100 км насчитывается около 200, ещё известно около 1000 астероидов с диаметром более 15 км, а данные исследований в инфракрасном диапазоне спектра позволяют предположить, что, помимо них, в главном поясе существует ещё от 700 тыс. до 1,7 млн астероидов диаметром от 1 км и более. Звёздная величина астероидов колеблется от 11m до 19m и для большинства из них составляет около 16m.
Общая масса всех астероидов главного пояса приблизительно равна от 3,0⋅1021 до 3,6⋅1021 кг, что составляет всего 4 % от массы Луны или 0,06 % от массы Земли. Половина этой массы приходится на 4 крупнейших астероида из первой десятки: Цереру, Весту, Палладу и Гигею, причём почти её треть приходится на Цереру.

### Состав
Подавляющее большинство объектов в главном поясе составляют астероиды трёх основных классов: тёмные углеродные астероиды класса C, светлые силикатные астероиды класса S и металлические астероиды класса M. Существуют астероиды и других, более специфических классов, но их содержание в поясе крайне незначительно.

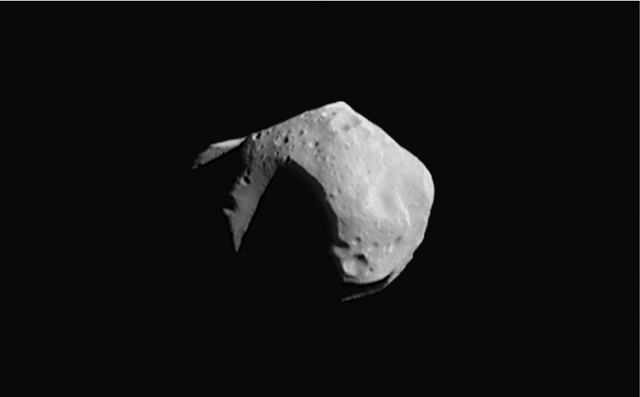
(253) Матильда, типичный углеродный астероид класса C

Углеродистые астероиды класса C, названные так из-за большого процента простейших углеродных соединений в их составе, являются наиболее распространёнными объектами в главном поясе, на них приходится 75 % всех астероидов, особенно большая их концентрация характерна для внешних областей пояса. Эти астероиды имеют слегка красноватый оттенок и очень низкое альбедо (между 0,03 и 0,0938). Поскольку они отражают очень мало солнечного света, их трудно обнаружить. Вполне вероятно, что в поясе астероидов находится ещё немало относительно крупных астероидов, принадлежащих к этому классу, но до сих пор не найденных из-за малой яркости. Зато эти астероиды довольно сильно излучают в инфракрасном диапазоне из-за наличия в их составе воды. В целом их спектры соответствуют спектру вещества, из которого формировалась Солнечная система, за исключением летучих элементов. По составу они очень близки к углеродистым хондритным метеоритам, которые нередко находят на Земле. Крупнейшим представителем этого класса является астероид (10) Гигея.

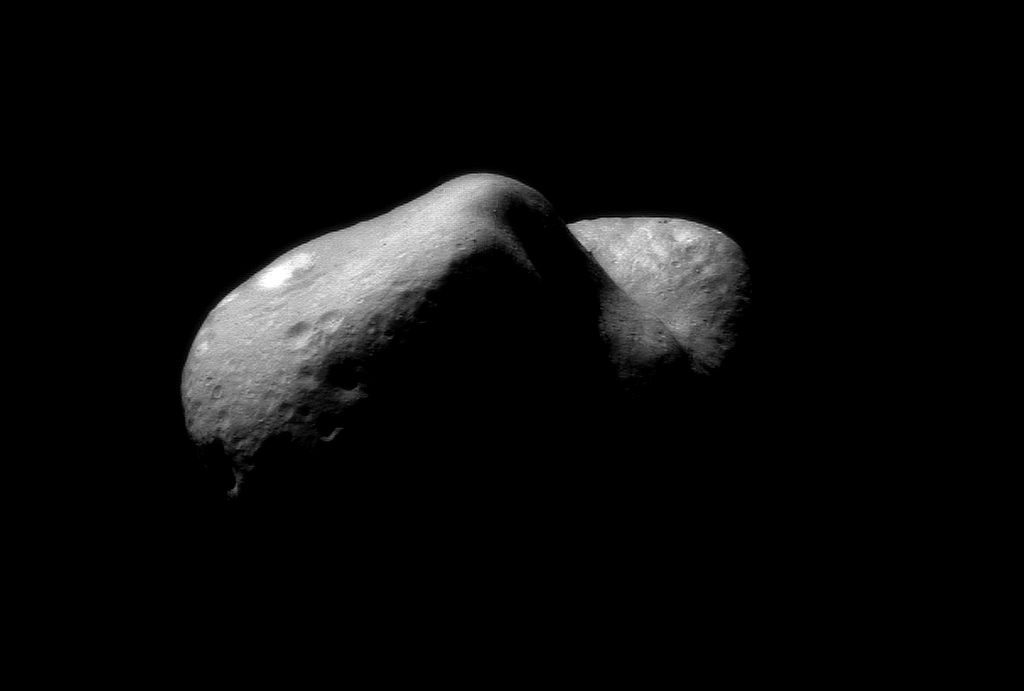
(433) Эрос, типичный астероид класса S

Вторым по распространённости спектральным классом среди астероидов главного пояса является класс S, который объединяет силикатные астероиды внутренней части пояса, располагающиеся до расстояния 2,5 а.е. от Солнца. Спектральный анализ этих астероидов выявил наличие в их поверхности различных силикатов и некоторых металлов (железо и магний), но практически полное отсутствие каких-либо углеродных соединений. Это указывает на то, что породы за время существования этих астероидов претерпели значительные изменения, возможно, в связи с частичным плавлением и дифференциацией. Они имеют довольно высокое альбедо (между 0,10 и 0,2238) и составляют 17 % от всех астероидов. Астероид (3) Юнона является самым крупным представителем этого класса.

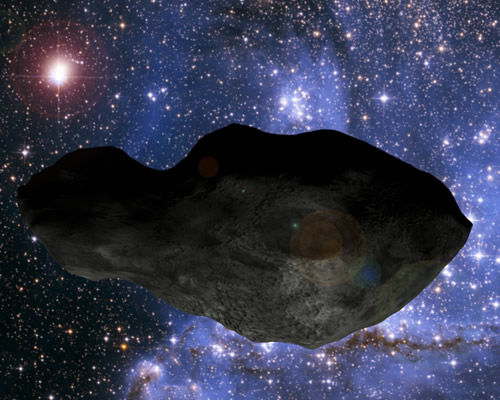
(216) Клеопатра, типичный астероид класса M (представление художника)

Металлические астероиды класса M, богатые никелем и железом, составляют 10 % от всех астероидов пояса и имеют умеренно большое альбедо (между 0,1 и 0,1838). Они расположены преимущественно в центральных областях пояса на расстоянии 2,7 а.е. от Солнца и могут быть фрагментами металлических ядер крупных планетезималей, вроде Цереры, существовавших на заре формирования Солнечной системы и разрушенных при взаимных столкновениях. Однако в случае с металлическими астероидами не всё так просто. В ходе исследований обнаружено несколько тел, вроде астероида (22) Каллиопа, спектр которых близок спектру астероидов класса M, но при этом они имеют крайне низкую для металлических астероидов плотность. Химический состав подобных астероидов на сегодняшний день практически неизвестен, и вполне возможно, что по составу они близки к астероидам класса C или S.

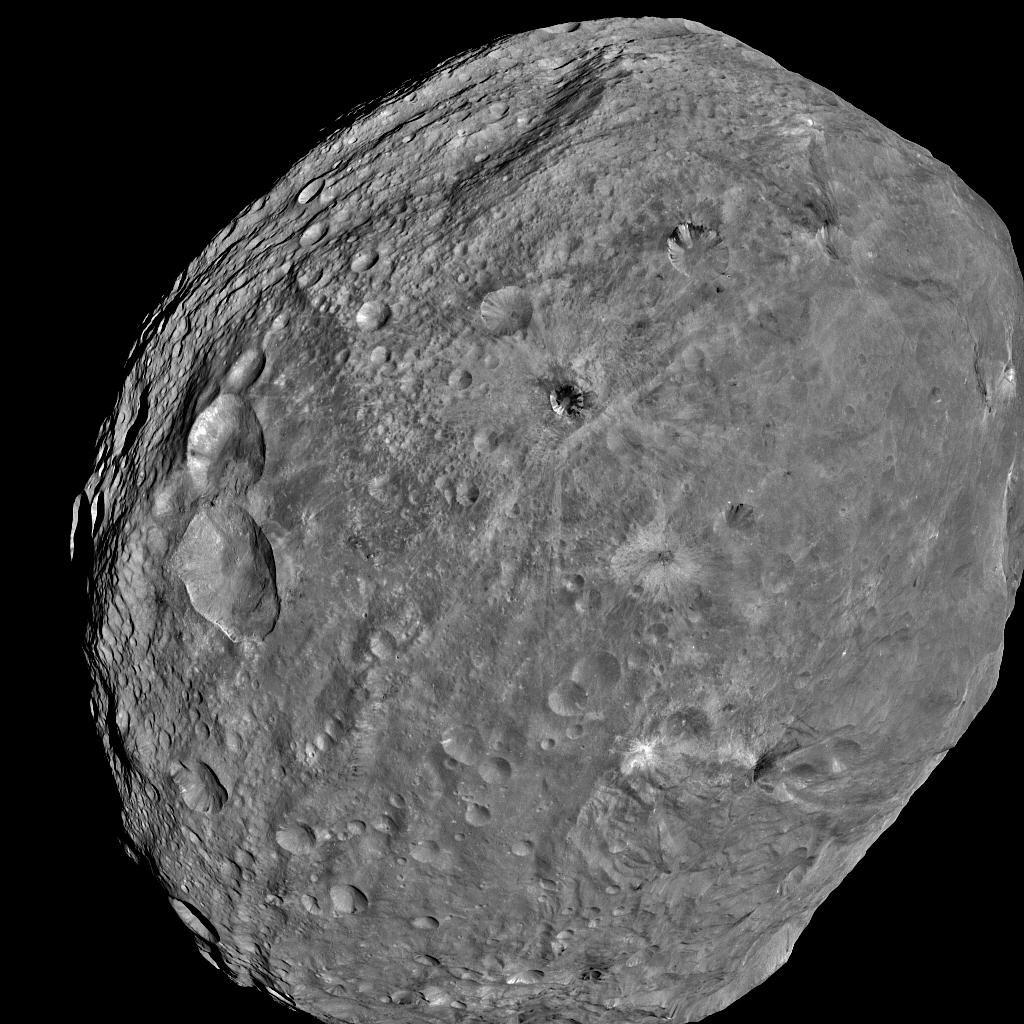
(4) Веста, типичный астероид класса V

Одной из загадок астероидного пояса являются относительно редкие базальтовые астероиды класса V. Теория формирования пояса астероидов предсказывала, что на ранней стадии в поясе астероидов должно было быть немало крупных объектов размером с Весту, в которых должна была начаться дифференциация недр. Подобные объекты должны были иметь кору и мантию, состоящие преимущественно из базальтовых пород. При последующем разрушении этих планетезималей более половины астероидов должны были состоять из базальта и оливина. На деле же оказалось, что 99 % базальтового материала отсутствует в поясе астероидов. До 2001 года считалось, что большинство базальтовых объектов в поясе астероидов являются фрагментами коры Весты (отсюда и название класс V), однако подробное изучение астероида (1459) Магния позволило выявить определённые различия в химическом составе открытых ранее базальтовых астероидов, что предполагает их отдельное происхождение. Этот факт получил подтверждение в связи с более подробным изучением в 2007 году во внешней части пояса двух астероидов различного базальтового состава: (7472) Кумакири и (10537) 1991 RY16, которые не имеют никакого отношения к Весте. Эти два тела являются единственными астероидами данного класса, обнаруженными во внешней части главного пояса.

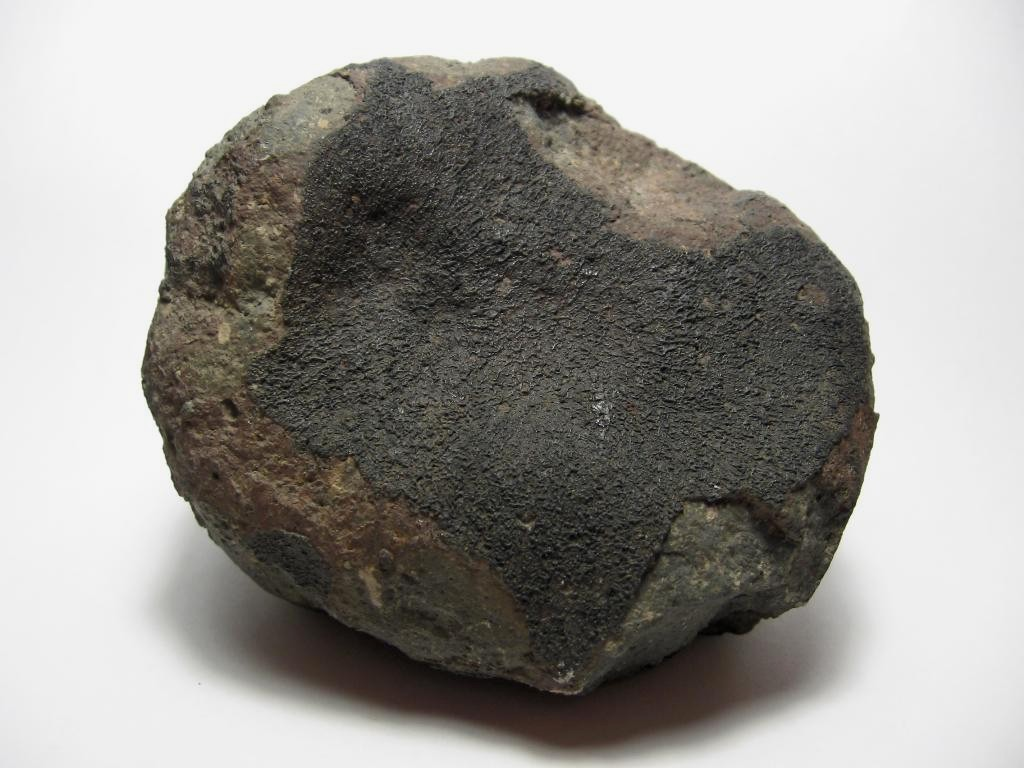
Альенде — углеродистый хондритный метеорит, который упал в Мексике в 1969 году

Прослеживается довольно чёткая зависимость между составом астероида и его расстоянием от Солнца. Как правило, каменные астероиды, состоящие из безводных силикатов, расположены ближе к Солнцу, чем углеродные глинистые астероиды, в которых часто обнаруживают следы воды, в основном в связанном состоянии, но возможно, и в виде обычного водяного льда. При этом близкие к Солнцу астероиды обладают значительно более высоким альбедо, чем астероиды в центре и на периферии. Считается, что это связано со свойствами той части протопланетного диска, из которого формировались астероиды. Во внутренних областях пояса влияние солнечной радиации было более значительно, что привело к выдуванию лёгких элементов, в частности, воды, на периферию. В результате вода сконденсировалась на астероидах внешней части пояса, а во внутренних областях, где астероиды прогреваются достаточно хорошо, её практически не осталось.
Температура на поверхности астероида зависит от расстояния до Солнца и величины его альбедо. Для частиц пыли на расстоянии 2,2 а.е. температурный диапазон начинается с 200 К (−73 °C) и ниже, а на расстоянии 3,2 а.е. уже со 165 К (−108 °C). Однако для астероидов это не совсем справедливо, поскольку из-за вращения температуры на его дневной и ночной сторонах могут существенно различаться.

## Кометы главного пояса
Среди астероидов главного пояса существуют и такие, у которых на определённом расстоянии от Солнца заметили проявление кометной активности, выражающейся в появлении у них газового или пылевого хвоста, которые появляются на короткое время при прохождении тела вблизи перигелия (Церера, (596) Шейла, (62412) 2000 SY178 и др.). Поскольку орбиты, по которым движутся эти кометы, исключают возможность их появления в главном поясе в результате захвата классических комет, считается, что они образовались в самом поясе, во внешней его части. Это говорит о том, что очень многие объекты внешнего пояса могут содержать лёд, который испаряется при нагреве Солнцем поверхности астероида. Не исключена вероятность, что именно кометы главного пояса явились источником океанов на Земле, поскольку соотношение дейтерия и водорода в них слишком низкое для классических комет.

## Крупнейшие объекты пояса астероидов
Крупнейшими объектами пояса астероидов являются Церера, (4) Веста, (2) Паллада и (10) Гигея. Хотя они имеют много общих характеристик, только одна из них — Церера — оказалась достаточно круглой для присвоения статуса карликовой планеты. Но Гигея является кандидатом в карликовые планеты. Остальным, возможно, тоже будет присвоен этот статус.
| Объект       | Фото | Средний диаметр км | Средний диаметр D | Объём 109 км3 | Объём V | Масса ⋅1021 кг | Масса M   | Плотность г/см3 | Гравитация м/с2 | Гравитация | Тип объекта                 |
| ------------ | ---- | ------------------ | ----------------- | ------------- | ------- | -------------- | --------- | --------------- | --------------- | ---------- | --------------------------- |
| Церера‡      |      | 950,0              | 0,0746            | 0,437         | 0,0004  | 0,95           | 0,000159  | 2,08            | 0,27            | 0,0275     | Карликовая планета Астероид |
| (4) Веста$   |      | 525,4              | 0,04175           | 0,078         | 0,00007 | 0,259          | 0,0000438 | 3,456           | 0,251           | 0,0256     | Астероид                    |
| (2) Паллада$ |      | 512                | 0,04175           | 0,078         | 0,00007 | 0,211          | 0,0000353 | 2,8             | 0,2             | 0,02       | Астероид                    |
| (10) Гигея$  |      | 407,12             | 0,032             | 0,04          | 0,00003 | 0,0885         | 1,0⋅10-5  | 2,5             | 0,143           | 0,02       | Астероид                    |

### Церера

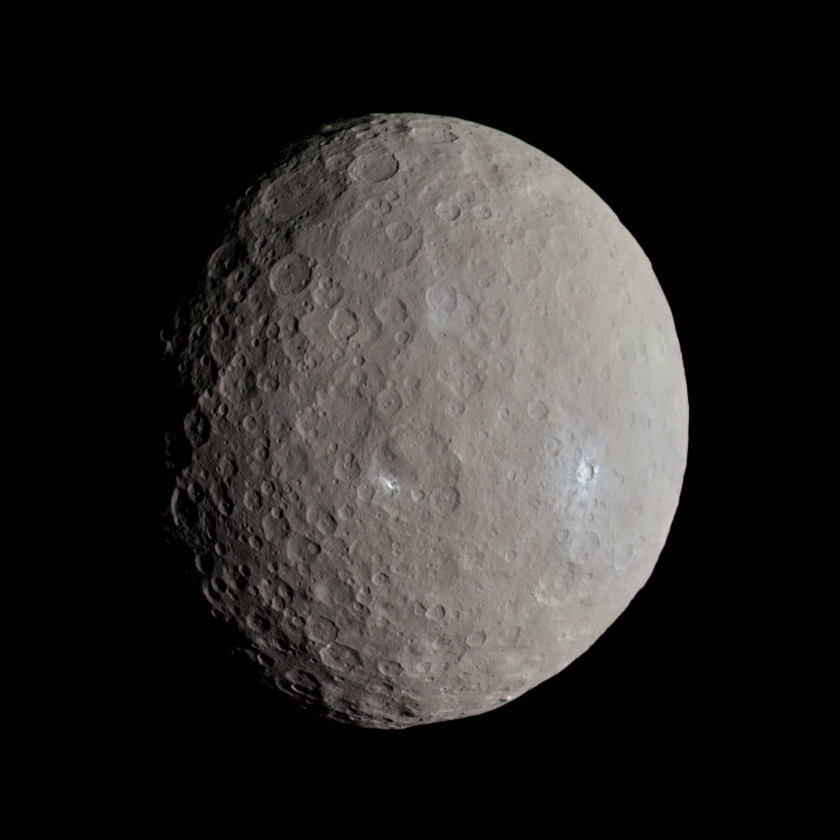
Карликовая планета Церера

Церера обладает почти сферической формой и имеет диаметр приблизительно 950 км, что составляет почти треть лунного диаметра, при массе, равной 9,43⋅1020 кг, что составляет уже лишь 1,3 % массы Луны, но равно трети массы всех астероидов главного пояса. Она находится на расстоянии 2,766 а.е., что очень близко к центру масс главного пояса, расположенному на расстоянии 2,8 а.е. Абсолютная звёздная величина Цереры 3,32m, что гораздо больше любого астероида и может объясняться слоем льда на её поверхности, но несмотря на это, она всё равно является очень тёмным телом, которое отражает лишь 5 % падающего света.
Подобно планетам земной группы, на Церере произошла дифференциация вещества на силикатное ядро, окружённое ледяной мантией, и тонкую углеродную кору. Небольшая часть льда на поверхности периодически испаряется на короткое время, образуя вокруг неё подобие очень разрежённой атмосферы.

### Веста

Анимация вращения Весты. Виден огромный кратер вблизи южного полюса астероида

Астероид (4) Веста, открытый Ольберсом в 1807 году, среди астероидов главного пояса занимает первое место по яркости, второе место по массе и третье место по размеру. Также это единственный астероид, у которого был искусственный спутник. Её поверхность отражает 42 % падающего на неё света, что даже больше, чем у Земли (37 %). При среднем диаметре в 530 км она составляет 9 % массы астероидного пояса и вращается вокруг Солнца примерно на том же расстоянии, что и Церера. Поскольку Веста образовалась за пределами «снеговой линии», она практически лишена воды и состоит из плотного металлического ядра из смеси железа и никеля, базальтовой мантии (в основном из оливина) и очень тонкой, всего в несколько километров толщиной, коры.
Вблизи южного полюса Весты находится большой кратер от падения крупного астероида. В результате этого столкновения из Весты было выброшено огромное количество фрагментов, сформировавших затем вокруг неё астероидное семейство, суммарная масса которого (не считая массы самой Весты) составляет около 1 % массы всех астероидов главного пояса; а также особый спектральный класс V из фрагментов породы, выбитых с поверхности, и класс J из породы, располагавшейся ближе к центру астероида. Большая часть членов данного семейства рассеяна, ввиду его близости к орбитальному резонансу с Юпитером 3:1, причём часть из них упала на Землю в виде метеоритов.

### Паллада
Астероид (2) Паллада — второй по размеру объект пояса астероидов, но если считать Цереру только карликовой планетой, то Паллада крупнейший астероид. Она менее массивна, чем Веста, но составляет 7 % массы главного пояса. Паллада интересна тем, что, подобно Урану, имеет довольно сильный наклон оси вращения, равный 34°, в то время как у трёх других крупнейших астероидов этот угол не превышает 10°. Так же, как и Церера, она принадлежит к классу C, богатому углеродом и кремнием, из-за чего имеет низкое альбедо, равное 12 %. Астероид движется по орбите с большим эксцентриситетом, равным 0,32, из-за чего его расстояние до Солнца сильно колеблется: от 2,1 а.е. до 3,4 а.е.

### Гигея
Крупнейший углеродный астероид (75 % всех астероидов углеродные), неправильной формы со средним диаметром 431 км. (10) Гигея является четвёртой по величине и составляет 3 % от массы главного пояса. Она относится к углеродным астероидам с альбедо 7 %, поэтому, несмотря на свои крупные размеры, с Земли она видна довольно плохо. Возглавляет одноимённое семейство и, в отличие от трёх других астероидов, находится вблизи плоскости эклиптики и обращается вокруг Солнца за 5,5 лет.

## Астероиды как источники ресурсов
Постоянный рост потребления ресурсов промышленностью приводит к истощению их запасов на Земле, по некоторым оценкам, запасы таких ключевых для промышленности элементов, как сурьма, цинк, олово, серебро, свинец, индий, золото и медь, могут быть исчерпаны уже к 2060—2070 годам, и необходимость искать новые источники сырья станет особенно очевидной.
С точки зрения промышленного освоения астероиды являются одними из самых доступных тел в Солнечной системе. Ввиду малой гравитации посадка и взлёт с их поверхности требуют минимальных затрат топлива, а если использовать для разработки околоземные астероиды, то и стоимость доставки ресурсов с них на Землю будет низкой. Астероиды могут быть источниками таких ценных ресурсов, как, например, вода (в виде льда), из которой можно получить кислород для дыхания и водород для космического топлива, а также различные редкие металлы и минералы, такие как железо, никель, титан, кобальт и платина, и, в меньшем количестве, другие элементы вроде марганца, молибдена, родия и т. п. По сути, большинство элементов тяжелее железа, добываемых сейчас с поверхности нашей планеты, являются остатками астероидов, упавших на Землю в период поздней тяжёлой бомбардировки. Астероиды являются практически неисчерпаемыми источниками ресурсов, так, один небольшой астероид класса M диаметром в 1 км может содержать железо-никелевой руды до 2 млрд тонн, что в 2—3 раза превышает добычу руды за 2004 год. Промышленное освоение астероидов приведёт к снижению цен на данные ресурсы, даст возможность активно развиваться космической инфраструктуре, необходимой для дальнейших исследований космоса, а также поможет избежать исчерпания ресурсов Земли.